# René Fonck
Colonelul René Paul Fonck (n. 27 martie 1894, Saulcy-sur-Meurthe⁠(d), Lorraine⁠(d), Franța – d. 18 iunie 1953, Paris, Franța) a fost un aviator francez care a ajuns la sfârșitul Primului Război Mondial asul de aviație Aliat cu cele mai multe victorii, deținând încă titlul de „As al Așilor al armatelor aliate din toate timpurile”. I s-au confirmat 75 de victorii aeriene (72 singur și trei comune) din 142 de victorii pretinse. Luând în considerare victoriile pretinse de el, punctajul final al lui Fonck ar putea fi aproape 100 sau mai mult. El a fost făcut Ofițer al Legiunii de Onoare în 1918 și, ulterior, Comandor al Legiunii de Onoare, după război.

## Primii ani
Fonck s-a născut pe 27 martie 1894, în satul Saulcy-sur-Meurthe din regiunea Vosges din nord-estul Franței. A urmat studii de inginerie la Ecole Nationale Superieure des Arts et Metiers. Deși era interesat de aviație încă din copilărie, el a fost respins de la încorporarea imediată în serviciul aerian atunci când recrutat pe 22 august 1914, în schimb i s-a cerut să urmeze o instruire de bază de cinci luni în geniu militar. Sarcinile sale de bază au fost inițial săparea tranșeelor lângă Épinal și mai târziu repararea podului de pe râul Moselle.

## Cariera în Aviația Militară

### 1915-1916
La 15 februarie 1915 a fost acceptat în cele din urmă la instruirea de bază pentru piloți. Pregătirea sa a început la St. Cyr și a continuat apoi în Le Crotoy pe un Blériot Penguin, o versiune redusă a faimoasei aeronave Blériot XI care imita senzația de zbor deși se afla încă la sol. Și-a încheiat instrucția de pilot în mai 1915 și apoi a zburat cu o aeronavă de observație Caudron G III în cadrul Escadrilei C 47.
Pe 25 mai 1916 observatorul lui Fonck a fost ucis de explozia unui proiectil antiaerian, o soartă pe care era cât pe ce să o împărtășească și Fonck câteva săptămâni mai târziu. Fonck a susținut că a doborât primul său avion inamic în iulie 1916, dar victoria sa nu a fost confirmată.
Pe 6 august, a atacat o aeronavă germană Rumpler C. III și, efectuând manevre deasupra și în jurul avionului de recunoaștere și evitând focul acestuia, l-a forțat să coboare din ce în ce mai jos până când echipajul german a aterizat în spatele liniilor franceze. Aceasta a fost prima sa victorie omologată, deși a împărțită cu observatorul său, locotenentul Thiberge. Ea i-a adus decorarea cu Médaille militaire la sfârșitul lunii august 1916.

### 1917
Pe 17 martie 1917, Fonck a obținut cea de-a doua sa victorie, doborând un Albatros în colaborare cu pilotul său observator, sergentul Huffer. În acea perioadă, Fonck adunase peste 500 de ore de zbor, o durată incredibilă pentru acele zile de început ale aviației.
La vârsta de 23 de ani, pe 15 aprilie 1917 („Aprilie însângerat”), Fonck primit râvnita invitație de a face parte din celebra Escadrille les Cigognes. Grupul de Luptă 12, cu patru escadrile (sau escadroane), a fost primul luptător aripa. Asul francez cu cele mai multe victorii, Georges Guynemer, activa în acel timp în una din escadrilele sale, N3, și tocmai ajunsese la 36 de victorii aeriene.
Fonck a fost repartizat la o altă escadrilă din grup, Spa 103. Zburând cu un SPAD VII, el și-a făcut rapid un nume, atingând statutul de as al aviației pe 13 mai. A doborât o altă țintă pe 12 iunie, apoi a urmat o perioadă de pauză până pe 9 august. El a realizat alte două victorii pe 21 și 22 august.
Pe 14 septembrie, l-a ucis pe pilotul unui avion de observație german și a observat cum avionul s-a răsturnat și observatorul rănit a căzut aproape de aripa avionului Spad al lui Fonck. El a smuls barograful din carlinga victimei sale, cea de-a douăsprezecea, astfel încât să-i confirme victoria. Pe 30 septembrie, el și adjutantul Dupre au doborât împreună un avion german cu două locuri. Presa a raportat că pilotul ucis de ei era locotenentul Kurt Wissemann, despre care se presupunea că l-ar fi doborât pe Guynemer și că Fonck ar fi răzbunat moartea „bunului său prieten” Guynemer. Aceasta poveste este contestată de rapoartele germane care indică faptul că locotenentul Kurt Wissemann din Jasta 3 fusese ucis cu două zile înainte într-o altă luptă, în care el zburase cu o aeronavă cu un singur loc, probabil împotriva Escadrilei 56.
Lunile septembrie și octombrie au adăugat patru victorii la scorul lui Fonck. Astfel, până la sfârșitul anului, Fonck a ajuns la nouăsprezece victorii, a fost înaintat ofițer și decorat cu Legiunea de onoare.
Fonck a continuat să progreseze. Cunoscut pentru profesionalismul său clinic, a aplicat principiile matematice în luptele aeriene și cunoștințele sale de inginerie pentru a exploata la maxim capacitățile aeronavei cu care zbura, fiind mult superior celorlalți colegi piloți. Fonck și-a asumat puține riscuri, urmărindu-și victimele, cu răbdare, de la altitudini mai mari. Metoda sa preferată de luptă aeriană nu era angajarea în lupte apropiate, ci lovirea pe neobservate a dușmanului fără milă. El a avut, de asemenea, reputația de a fi capabil să observe aeronavele inamice de observație de foarte departe, unde cei mai mulți dintre piloți nu ar fi perceput nimic.

### 1918

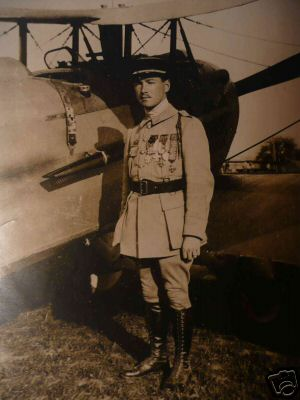
Fonck lângă aeronava Spad XIII

În 19 ianuarie 1918 a obținut o dublă victorie, în februarie a adăugat încă cinci, în martie alte șapte și în aprilie încă trei.
El a adăugat o dublă victorie pe 19 mai și încă cinci în luna iunie. În acea perioadă, el obținea frecvent victorii duble și cu cele 49 de victorii obținute se apropia rapid de recordul lui Guynemer.
Pe 18 iulie 1918 a realizat o altă dublă, ajungând la 53 de victorii și egalându-l pe Guynemer. În ziua următoare, el a doborât trei avioane inamice și a depășit scorul legendarului Guynemer, care rămăsese liderul așilor francezi după moartea sa din 11 septembrie 1917.
El a adăugat mai mult de patru victorii în luna august, ajungând la 60 de victorii. Apoi, pe 26 septembrie, el și-a repetat isprava de a doborî șase avioane inamice într-o zi, deși trei dintre cele șase victorii erau, de această dată, asupra unor avioane de luptă Fokker D.VII.
Un alt succes obținut două zile mai târziu și două pe 5 octombrie au adus scorul victoriilor la 69, foarte aproape de cele 72 ale maiorului William Avery Bishop, liderul din acea perioadă al așilor aliați. Pe 30 octombrie l-a egalat pe Bishop după ce a obținut trei victorii. El a doborât alte două avioane în ziua următoare și după încă o zi a ajuns la 75 de victorii confirmate.
A fost decorat cu Ordinul „Mihai Viteazul”, clasa III:
„Pentru vitejia de care a dat dovadă în timpul campaniei, doborând 79 de avioane inamice”
Înalt Decret no. 37 din 4 ianuarie 1919:p. 47

## După război

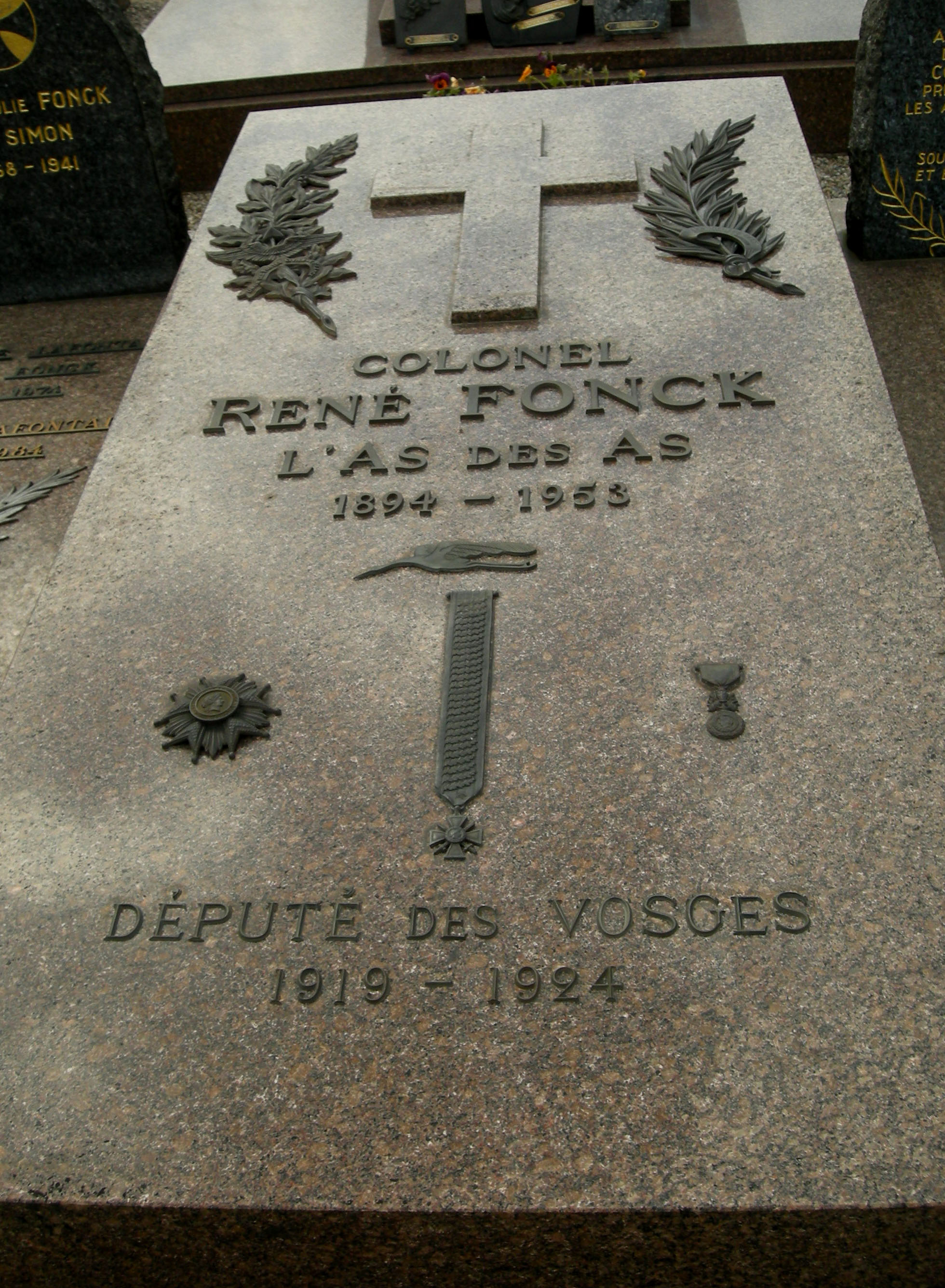
Mormântul lui René Fonck

Fonck a revenit la viața civilă după Primul Război Mondial și și-a publicat memoriile de război Mes Combats, prefațate de mareșalul Foch, în 1920.
În timpul anilor 1920, Fonck l-a convins pe Igor Sikorsky să reproiecteze aeronava Sikorsky S-35 pentru cursa transatlantică sau Premiul Orteig. Pe 21 septembrie 1926 Fonck s-a prăbușit la decolare atunci când trenul de aterizare a căzut, omorându-i pe doi dintre cei trei membri ai echipajului. Șapte luni mai târziu, Charles Lindbergh a câștigat premiul în 1927.
Fonck a revenit în cele din urmă în aviația militară și a fost promovat inspector al forțelor aeriene franceze, îndeplinind această funcție din 1937 până în 1939. Relațiile sale din perioada interbelică cu foștii săi inamici din timpul Primului Război Mondial Hermann Göring și Ernst Udet au umbrit reputația Fonck în timpul ocupației germane a Franței și au determinat lansarea unor acuzații de colaborare cu forțele de ocupație naziste și cu regimul de la Vichy. La 10 august 1940, ministrul de externe al regimului de la Vichy, Pierre Laval, a anunțat că Fonck recrutase 200 de piloți francezi care să lupte de partea naziștilor. Cu toate acestea, situația era mult mai complicată.
Mareșalul Philippe Pétain a dorit să se folosească de relația dintre Göring și Fonck pentru a-l întâlni pe Adolf Hitler și, astfel, i-a ordonat colonelului Fonck să poarte discuții cu Göring. A fost plănuită o întâlnire la Montoire, dar, după ce a descoperit dovezi despre politica pronazistă a lui Pierre Laval, Fonck a încercat să-l convingă pe Pétain să nu participe. Pétain a părut inițial să țină seama de sfatul lui Fonck, dar din anumite motive, a decis în cele din urmă să se întâlnească cu Hitler la Montoire pe 24 octombrie 1940. Loialitatea lui Fonck a fost pusă în discuție de către regimul de la Vichy, iar el s-a întors apoi la Paris unde a fost în cele din urmă arestat de Gestapo și închis în lagărul de la Drancy.
După război, a avut loc o investigație a poliției franceze cu privire la presupusa lui colaborare cu regimul de la Vichy, eliberându-l complet de acuzații pe Fonck. Concluzia a fost că loialitatea lui a fost dovedită prin contactele strânse în timpul războiului cu lideri recunoscuți ai rezistenței precum Alfred Heurtaux.
În plus, i s-a acordat Certificatul de membru al Rezistenței în 1948, cu următoarea citație: „Dl. Fonck, René, membru al forțelor luptătoare franceze fără uniformă, a luat parte, în teritoriul ocupat de inamic, la lupte glorioase pentru eliberarea patriei”.
Fonck a rămas în Paris, dar a vizitat, de asemenea, regiunea sa natală Lorena, unde avea interese de afaceri. El a murit în urma unui accident vascular în apartamentul sau din Paris, Rue du Cirque, la vârsta de 59 de ani și este înmormântat în cimitirul din satul său natal, Saulcy-sur-Meurthe.

## Decorații
- Ordinul „Mihai Viteazul”, clasa III, 4 ianuarie 1919[15]:p. 48

## Legături externe
- http://www.theaerodrome.com/aces/france/fonck.php Accessed 8 September 2008.
- http://www.acepilots.com/wwi/fr_fonck.html Arhivat în 8 aprilie 2022, la Wayback Machine. Accessed 9 September 2008.
- http://www.wwiaviation.com/aces/ace_Fonck.shtml Arhivat în 1 iunie 2008, la Wayback Machine. Accessed 9 September 2008.
- http://www.firstworldwar.com/bio/fonck.htm Accessed 9 September 2008.
- http://everything2.com/title/Ren%25E9%2520Paul%2520Fonck Accessed 9 September 2008.